# Asamblea Provincial de Bagmati
 La Asamblea Provincial de la provincia de Bagmati, también conocida como Bagmati Pradesh Sabha (nepalí: वाग्मती प्रदेश सभा), es un órgano unicameral de gobierno y elaboración de leyes de la provincia de Bagmati, una de las siete provincias de Nepal. La asamblea tiene su sede en la capital provincial, Hetauda, en el distrito de Makwanpur, en la Oficina de la Dirección Regional de Educación. La asamblea tiene 110 miembros de los cuales 66 son elegidos mediante votación previa al cargo y 44 de los cuales son elegidos mediante representación proporcional . El mandato de la asamblea es de cinco años a menos que se disuelva antes.
Las funciones de la Asamblea Provincial es la supervisión parlamentaria o función de control, aprobar el presupuesto anual, legislar y formar el gobierno local.
La Primera Asamblea Provincial fue constituida en 2017 luego de las elecciones provinciales de 2017. La elección resultó en una mayoría para la alianza del PCN (Marxista-Leninista Unificado) y el PCN (Centro Maoísta). La actual y Segunda Asamblea Provincial es liderada por la coalición del PCN (Marxista-Leninista Unificado), el PCN (Centro Maoísta) y el PCN (Socialista Unificado) Las próximas elecciones tendrán lugar cuando finalice el mandato de cinco años en noviembre de 2027.

## Historia
La Asamblea Provincial de la provincia de Bagmati se formó en virtud del artículo 175 de la Constitución de Nepal de 2015, que garantiza una legislatura provincial para cada provincia del país. Las primeras elecciones provinciales se llevaron a cabo en las siete provincias de Nepal y las elecciones en la provincia de Bagmati se disputaban 110 escaños.

## Legislaturas
| Año electoral | Asamblea     | Inicio de la legislatura | Fin de la legislatura | Portavoz            | Ministro en jefe       | Partido                            | Partido |
| ------------- | ------------ | ------------------------ | --------------------- | ------------------- | ---------------------- | ---------------------------------- | ------- |
| 2017          | 1ra Asamblea | 1 de febrero de 2018     | Septiembre 2022       | Sanu Kumar Shrestha | Dor Mani Poudel        | PCN (Marxista-Leninista Unificado) |         |
| 2017          | 1ra Asamblea | 1 de febrero de 2018     | Septiembre 2022       | Sanu Kumar Shrestha | Astalaxmi Shakya       | PCN (Marxista-Leninista Unificado) |         |
| 2017          | 1ra Asamblea | 1 de febrero de 2018     | Septiembre 2022       | Sanu Kumar Shrestha | Rajendra Prasad Pandey | PCN (Socialista Unificado)         |         |
| 2022          | 2da Asamblea | 2 de enero de 2023       | Vigente               | Bhuwan Kumar Pathak | Shalikram Jamkattel    | PCN (Centro Maoísta)               |         |

## Comités
El artículo 195 de la Constitución de Nepal otorga a las asambleas provinciales el poder de formar comités especiales para gestionar los procedimientos de trabajo.
| S.No. | Comité                              |
| ----- | ----------------------------------- |
| 1     | Asuntos Provinciales                |
| 2     | Finanzas y Desarrollo               |
| 3     | Cuentas Públicas                    |
| 4     | Educación, Salud y Agricultura      |
| 5     | Industria, Turismo y Medio Ambiente |